# John Grieg (uitgever)
John Grieg (Bergen 18 augustus 1856 - aldaar 21 april 1905) was een Noorse drukker, uitgever en boekverkoper.
Hij kwam uit de familie van vice-consul voor Portugal John Joachimsen Grieg en Jutta Camilla Lous. Zijn broer was cargadoor en politicus Joachim Grieg. John Grieg was gehuwd met Marie Agnethe Jebsen. Uit dat huwelijk kwamen twee zoons voort, Alf Grieg en de latere archeoloog Sigurd Grieg. Hij is verre familie van de componist Edvard Grieg.
Grieg kreeg zijn opleiding aan de middelbare school behorende bij de Kathedraal van Bergen. Na het afstuderen vertrok hij naar Kopenhagen en Göteborg om een opleiding te volgen voor drukker en uitgever. In 1877 keerde hij terug en ging werken in de drukkerij Dahlske Boktrykkeri van zijn oom Georg Hermann Grieg. Die drukkerij was in 1721 door Peter Nørvig opgericht. Het was toen een van de oudste Noorse uitgeverijen. In 1882 nam hij de zaak over en zorgde voor een flinke expansie totdat het ook een van de grootste uitgeverijen werd. De firma ging in 2006 op in Fagbokforlaget.
De drukkerij bracht de krant Bergensposten uit totdat die fuseerde met Bergens Tidende (1893). John Grieg gaf in Bergen het culturele blad Samtiden (tot 1899) en Kunst og Kultur (tot 1913) uit en ook Naturen uit. Hij was onder meer uitgever van vroege werken van Vilhelm Krag en Sigbjorn Obstfelder. Hij was daarmee een van de initiatiefnemers van de neoromantiek in Noorwegen.
In 1905 werd hij onderscheiden met de Orde van Sint-Olaf, vlak voordat hij op 21 april 1905 overleed. Hij maakte de verzelfstandiging van Noorwegen, waarvan hij voorstander was, net niet mee (7 juni 1905).